# Anne (mère de Samuel)
Pour les articles homonymes, voir Hanna et Anne (homonymie).
Anne ou Hannah (hébreu :  חַנָּה « grâce » ou « faveur », translittération : channah ; latin, Anna) est un personnage biblique, épouse d'Elkana et mère de Samuel, prophète et dernier juge d'Israël, protagoniste des premiers chapitres du premier livre de Samuel.

## Présentation
Désespérant de n'être pas mère, elle se rend au sanctuaire de Silo et prie Dieu de lui donner une postérité qu'elle fait serment de lui consacrer. Samuel naît peu après, suscitant chez sa mère une nouvelle prière de grâce.

## Récit biblique
À Ramataïm-Tsofim (en) dans les monts d'Ephraïm (en) vivent un homme éphraïmite appelé Elkana et ses deux femmes, Hannah, sa préférée, qui n'a pas d'enfants, et Peninna (en) qui en a. Les pèlerinages familiaux au sanctuaire de Silo donnent chaque année lieu au même drame familial, car Penina exaspère Hannah en lui rappelant sa stérilité et accroît son amertume malgré les tentatives d'apaisement d'Elkana, et bien que celui-ci donne à Hannah deux fois plus d'offrandes qu'à Penina.
Lors d'un de ces pèlerinages, Hannah se rend dans le sanctuaire, prie devant Dieu et lui adresse une supplique silencieuse :

« YHWH-Cébaoth ! Si tu daignes considérer l'affliction de ta servante, te souvenir d'elle et ne point l'oublier ; si tu donnes à ta servante un enfant mâle, je le vouerai au Seigneur pour toute sa vie, et le rasoir ne touchera point sa tête. »

Eli, le prêtre du lieu, la voyant pleurer et remuer les lèvres sans que n'en sorte un son, la croit ivre et veut la chasser du sanctuaire. Hannah le détrompe et reçoit sa bénédiction, s'en allant rassérénée. De retour chez eux à Rama, Elkana s'unit à Hannah qui conçoit un fils et le nomme Samuel, ce qui veut dire « c'est de Dieu que je l'ai demandé ». Cette année, elle ne se rend pas au sanctuaire, attendant que l'enfant soit sevré pour l'emmener se présenter devant Dieu et y demeurer toujours.
L'enfant sevré, elle l’emmène à Silo avec des offrandes et se rappelle au souvenir d'Eli, lui présentant l'enfant consacré depuis sa naissance à Dieu. Hannah se met une nouvelle fois en prière :

« Mon cœur s'est réjoui en YHWH, mon front s'est relevé par YHWH ; je puis ouvrir la bouche en face de mes ennemis, car j'ai à me réjouir, YHWH, de ton assistance. Nul n'est saint comme YHWH, nul ne l'est que toi seul ! Nul roc n'égale notre Dieu. Cessez, cessez vos paroles arrogantes, les bravades qui s'exhalent de votre bouche; car il dispose de toute science, YHWH, et toute œuvre lui est facile. Par lui, l'arc des forts est brisé, et ceux qui faiblissent sont armés de vigueur ; ceux qui vivaient dans l'abondance se font mercenaires, et qui souffrait de la faim en est délivré; tandis que la femme stérile enfante sept fois, la mère féconde est humiliée. YHWH fait mourir et fait vivre, il précipite au tombeau, et en retire. YHWH appauvrit et enrichit, abaisse et relève à son gré. Il redresse l'humble couché dans la poussière, fait remonter le pauvre du sein de l'abjection, pour les placer à côté des grands et les installer sur un siège d'honneur; car les colonnes de la terre sont à YHWH, c'est lui qui en a fait les supports du monde. Il veille sur les pas de ses adorateurs, tandis que les impies périssent dans les ténèbres, car ce n'est pas la force qui fait le vainqueur. YHWH, ses agresseurs sont foudroyés, quand sur eux, du haut du ciel, Il tonne ; YHWH juge les sommités de la terre! Et Il donnera la puissance à son roi, et Il exaltera la gloire de son élu. »

## Rituel juif
Dans le rituel juif, le récit de la naissance de Samuel (Samuel 1:1–2:10) constitue une haftarah lue le premier jour de Roch Hachana.